# Brasilister flechtmanni
Brasilister flechtmanni är en skalbaggsart som beskrevs av Dégallier 1999. Brasilister flechtmanni ingår i släktet Brasilister och familjen stumpbaggar. Inga underarter finns listade i Catalogue of Life.